# Rivels
Un rivel (pronunciación en inglés: /ˈɹɪvəl/; riwwele en pennsylfaanisch) es una especie de bola de masa hecha a partir de huevo y harina de trigo, preparada tradicionalmente por los alemanes de Pensilvania. Se usa como ingrediente de algunos tipos de sopas, a menudo las sopas a base de pollo (arquetípicamente la chicken corn soup) o de papa. Los rivels son sencillos de preparar, pues tan sólo se han de mezclar la harina y el huevo, salpimentar, y la masa resultante se desmenuza frotándola contra los pequeños agujeros de un colador para formar las bolitas.
El nombre, que nada tiene que ver con los «remaches» (en inglés, traducción literal de rivels), probablemente provenga del germano reiben 'frotar' (misma raíz que el inglés rub).